# Marieme Helie Lucas
Marieme Helie Lucas (Argel, 1939) é uma socióloga argelina e ativista dos direitos das mulheres e do secularismo. Ela ocupou posições de liderança em grupos de defesa dos direitos humanos a partir dos anos 80.

## Influências e ativismo
Com uma forte tradição familiar de ativismo, o envolvimento social de Lucas foi influenciado pelo período de descolonização da Argélia e os desafios subsequentes aos direitos das mulheres impostos por fundamentalistas religiosos. Ela deixou uma posição universitária em pesquisa e ensino de direitos humanos na década de 1980 para ajudar a estabelecer o grupo Mulheres Vivendo sob Leis Muçulmanas [en] em 1984 e se tornou sua primeira coordenadora internacional. Ela também é membra fundadora da Women Human Rights Defenders Coalition.
Lucas co-fundou a organização Secularism is a Women's Issue em 2006, que atua contra a permissão de estruturas legais separadas para pessoas ou comunidades religiosas específicas, como tribunais usando a lei da Sharia, argumentando que esses regimes são frequentemente prejudiciais aos direitos das mulheres. O grupo também coleta e distribui informações sobre a situação de secularistas e ateus em países onde os muçulmanos compõem uma grande parte da população. Também defende o secularismo na Europa.

## Interesses atuais
Lucas está interessado em saber como as sociedades europeias respondem ao fundamentalismo religioso, bem como aos movimentos xenófobos. Comparando a teocracia (lei imutável distribuída por Deus) à democracia (leis que evoluem por decisão das pessoas), Lucas argumenta que quaisquer regras baseadas na religião são por natureza anti-democráticas. Os debates em torno da imigração nos países europeus acrescentam uma dimensão complexa a esse debate, para Lucas: "Infelizmente, a esquerda europeia e a extrema-esquerda, que deveriam ser nossos aliados naturais, ainda não entenderam que não devem se jogar nos braços dos fundamentalistas muçulmanos para contrariar os partidos tradicionais de extrema direita ...optando assim por apoiar uma extrema-direita contra a outra." Ela também trabalha para descobrir a história do ateísmo e do feminismo em países onde o Islã tem grande influência.

## Publicações selecionadas
- Lucas, Marieme Hélie, ed. (2011). The Struggle for Secularism in Europe and North America: Women from Migrant Descent Facing the Rise of Fundamentalism (PDF). London: Woman Living Under Muslim Laws. ISBN 978-1907024221
- Lucas, Marieme Helie (2012). «Des femmes issues de l'émigration 'musulmane' se battent pour la laïcité» [The Struggle for Secularism in Europe and North America]. Cahiers du genre (em francês). 3: 213–214  – via CAIRN
- Lucas, Marieme Helie (2018). «Women's Rights, Secularism, and the Colonial Legacy». Canadian Woman Studies. 33 (1-2): 85-98  – via Proquest